# Путешествие «Единорога»
«Путешествие „Единорога“» (англ. Voyage of the Unicorn) — американо-канадский телефильм в жанре приключенческого фэнтези режиссёра Филипа Спинка, основанный на романе «Путешествие Бассета» Джеймса С. Кристенсена. В главных ролях Бо Бриджес, Шанталь Конлин и Хезер МакЭвен. Премьера в мире состоялась 2 марта 2001 года.

## Сюжет
Профессор Алан Айслинг, вместе с дочерьми Кэсси и Мирандой, из-за одного случая, в сопровождении гнома Малакая и эльфа Себастьяна, отправляются в волшебный мир. В нём существует пророчество, что Алан и его дети должны спасти этот мир от нашествия троллей, при помощи обитающего там дракона. Они попадают на корабль «Единорог», на котором отправляются в путешествие.
По пути плавания команда попадает на остров с находящимся там лабиринтом. Там они находят череп дракона, который упоминается в пророчестве, и забирают его на корабль. Также здесь они знакомятся с Минотавром, который присоединяется к их команде. Через некоторое время, тролли нападают на судно и отбирают череп. После битвы на корабле, команда направляется в дальнейшее плавание, чтобы добраться до острова Фей — столицы волшебного мира. Во время этого путешествия к команде «Единорога» присоединяется Медуза Горгона.
А в это время тролль Скотос, царь всех троллей, вместе со своей армией нападает на остров Фей и завоёвывает его. Все его жители становятся рабами и отправляются работать на рудники. Корабль «Единорог» приплывает к острову Фей, и члены его команды видят, что остров пришёл в запустение. Они встречают королеву волшебного мира Титанию, которая говорит им, что ничем не может помочь команде. Она обращается к мудрецу, который говорит: «Верьте в них самих, и тогда вера придет к ним, и они исполнят пророчество».
Корабль «Единорог» отплывает к острову троллей, и его команда высаживается на нём. Они идут во вражеский лагерь, где Миранда крадёт череп дракона. Но тролли замечают её, и в рудниках начинается битва. В один момент, Скотос заполучает череп, однако, вскоре, оседлав Единорога, Кэсси выхватывает его из рук царя троллей и мчится по руднику, попадая в тупик. В это время союзники поспевают к ней и встают между ней и троллями. Когда отец уговаривает дочь отдать череп, Кэсси поднимает его в воздух с криком «Credendo Vides!», и череп обретает форму, мышцы, крылья и становится полноценным драконом, разящим своим пламенем врагов-троллей. На этом битва заканчивается.
Алан вместе с дочерьми возвращается домой, потому что пророчество было исполнено.

## В ролях
| Актёр           | Роль            |
| --------------- | --------------- |
| Бо Бриджес      | Алан Айслинг    |
| Шанталь Конлин  | Касси Айслинг   |
| Хезер МакЭвен   | Миранда Айслинг |
| Колин Хит       | Малакай         |
| Кристиан Эйр    | Себастьян       |
| Маккензи Грэй   | Скотос          |
| Марк Гиббон     | Минотавр        |
| Кира Клавелл    | Медуза горгона  |
| Кимберли Хоторн | Гарпия          |
| Маркус Парило   | Оберон          |
| Оушен Хеллман   | Титания         |
| Ванда Кэннон    | Лили Айслинг    |

## Награды и номинации
| Награды и номинации | Награды и номинации          | Награды и номинации                                           | Награды и номинации                                    | Награды и номинации |
| Церемония           | Награда                      | Категория                                                     | Номинант                                               | Результат           |
| ------------------- | ---------------------------- | ------------------------------------------------------------- | ------------------------------------------------------ | ------------------- |
| 2001                | Прайм-таймовая премия «Эмми» | Лучшая работа гримёров                                        | Тоби Линдала, Лэнс Уебб, Феликс Фокс, Винс Ёсида и др. | Номинация           |
| 2002                | Гильдия режиссёров Канады    | Выдающиеся достижения в телевизионном фильме или мини-сериале | Филипп Спинк, Паскаль Верскурис, Грэм Мюррэй и др.     | Номинация           |
| 2002                | Джемини                      | Лучший режиссёр драматического фильма или мини-сериала        | Филипп Спинк                                           | Номинация           |
| 2002                | Джемини                      | Лучший дизайн производства в драматическом фильме или сериале | Грэм Мюррэй, Гари Майерс, Грег Ловен, Пенни А. Чалмерс | Номинация           |
| 2002                | Джемини                      | Лучшая оригинальная музыка в фильме или мини-сериале          | Джим Гатридж, Дэрил Беннетт                            | Номинация           |
| 2002                | Джемини                      | Лучший звук в драматическом фильме                            | Пол А. Шарп, Иэн Паттисон, Джеймс Уоллес и др.         | Номинация           |
| 2002                | Джемини                      | Лучшие визуальные эффекты                                     | Ли Уилсон, Том Арчер, Стивен Пеппер и др.              | Победа              |
| 2002                | Leo Awards                   | Лучшая полнометражная драма                                   |                                                        | Номинация           |
| 2002                | Leo Awards                   | Полнометражная драма: Лучший режиссёр                         | Филипп Спинк                                           | Номинация           |
| 2002                | Leo Awards                   | Полнометражная драма: Лучшая женская роль                     | Шанталь Конлин                                         | Номинация           |
| 2002                | Leo Awards                   | Полнометражная драма: Лучшая мужская роль второго плана       | Маккензи Грэй                                          | Номинация           |
| 2002                | Leo Awards                   | Полнометражная драма: Лучшая женская роль второго плана       | Хезер МакЭвен                                          | Номинация           |
| 2002                | Leo Awards                   | Полнометражная драма: Лучший фотомонтаж                       | Рон Йошида                                             | Номинация           |
| 2002                | Leo Awards                   | Полнометражная драма: лучшая работа оператора                 | Джон Спунер                                            | Победа              |
| 2002                | Leo Awards                   | Полнометражная драма: Лучшая музыка                           | Джим Гатридж, Дэрил Беннетт                            | Номинация           |
| 2002                | Leo Awards                   | Полнометражная драма: Лучший общий звук                       | Джон Бойл, Пол А. Шарп, Иэн Паттисон, Брэд Хиллман     | Победа              |
| 2002                | Leo Awards                   | Полнометражная драма: Лучшее редактирование звука             | Жаклин Кристианини, Кирби Джинна, Джеймс Уоллес и др.  | Победа              |
| 2002                | Leo Awards                   | Полнометражная драма: Лучший дизайн производства              | Грэм Мюррэй                                            | Победа              |
| 2002                | Leo Awards                   | Полнометражная драма: Лучший дизайн костюмов                  | Карен Л. Мэтьюз                                        | Победа              |